# Пам'ятник Берві-Флеровському

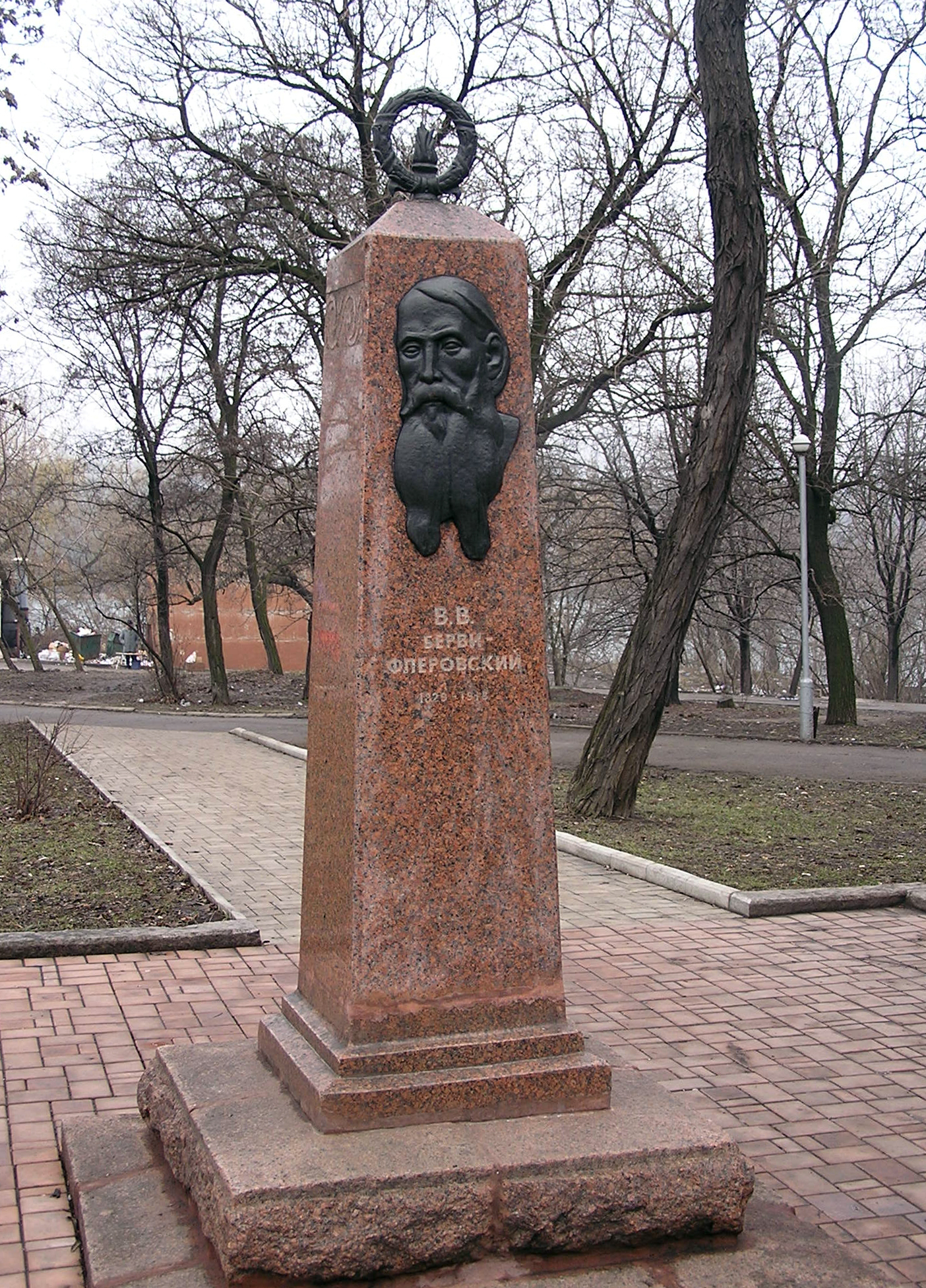
Пам'ятник Берві-Флеровському

Пам'ятник Берві-Флеровському встановлений у Ворошиловському районі Донецька (у районі Південного автовокзалу) на честь російського соціолога, публіциста, економіста й белетриста, ідеолога народництва, активного учасника громадського руху 1860-ті—1890-ті-х років Василя Васильовича Берві-Флеровського на його могилі, у сквері, який носить його ім'я.
Берві-Флеровський помер у Юзівці у жовтні 1918 року, куди приїхав до сина Федора, який працював лікарем, і прожив з 1897 по 1918 рік. У Юзівці до смерті він написав такі твори «Критика основних ідей природознавства» (видана в 1904 році, у книзі викладається філософія «мислячої речовини») і «Коротка автобіографія».
В одній могилі з ним похована його вірна супутниця життя Ерміона Іванівна Берві (померла в 1924 році), повінчана з Василем Васильовичем під час перебування його під арештом в 1861 році.
До 1925 року цвинтар на якому був похований Берві-Флеровський був заповнений й на ньому не залишилося місць для поховання. В 1925 році цвинтар закрили й на його місці зробили сквер. Із усіх могил залишили тільки могилу Берві-Флеровського. Сквер назвали ім'ям Василя Васильовича. Цей сквер знаходився біля третьої школи.
У 1953 році на могилі встановлений обеліск із полірованого рожевого граніту. На обеліску бронзовий барельєф Берві-Флеровського й бронзовий вінок з дубових і лаврових листів. В центральній частині вінка розташований смолоскип, що символізує волю.
У 1981-му році у зв'язку з будівництвом дитячого спорткомплексу рештки Берві-Флеровського перенесли від третьої школи на Міськсад.